# 移植物對抗宿主疾病
移植物對抗宿主疾病（Graft-versus-host disease）簡稱GvHD，是在移植來自其他人身上的組織及器官後產生的併發症。GvHD一般和骨髓移植有關，但此概念也可以用在其他組織的的移植上。GvHD是移植物中的免疫細胞（白血球）將宿主視為異物，因此攻擊宿主細胞的行為。若輸血的血液製品未經適當處理，輸血後也可能出現GvHD的情形。
移植物對抗宿主疾病和移植排斥不同，移植排斥是宿主排斥移植物，而移植物對抗宿主疾病是移植物排斥宿主，兩者的基本原理都是同種異體免疫，不過其細節可能會有些不同。
移植物對抗宿主疾病也可能出現在輸血後，若血品未經過伽马射线或其他核可的白血球降低系統處理，就可能會有此疾病，稱為輸血相關移植物抗宿主疾病（TA-GvHD）。TA-GvHD和器官或組織移植造成的移植物對抗宿主疾病不同，TA-GvHD的發生率和HLA符合的程度成正相關。

## 类型

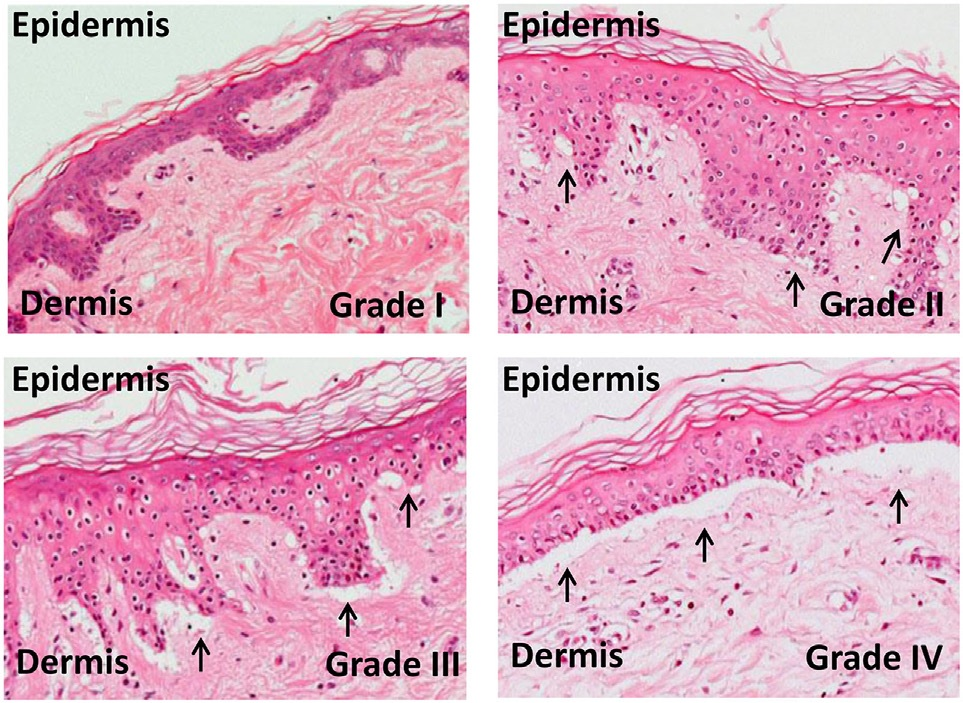
不同等級植皮對抗宿主疾病顯微照片：第一級是在表皮中有小型空泡化、第二級是有空泡化及角化不良小體、第三級是有表皮下裂隙形成，第四級則是表皮和真皮分離

在臨床上，移植物對抗宿主疾病可以分為急性和慢性，根據受影響的組織以及反應的嚴重性來評分
傳統的觀點，急性移植物對抗宿主疾病的特點是肝臟、皮膚（皮疹）、黏膜或消化道的選擇性破壞。較新的研究指出其他移植物對抗宿主疾病針對的器官包括免疫系統（造血系統，也就是骨髓及胸腺），以及肺（例如免疫介導的肺炎）。生物標誌物可以用來識別GvHD的特殊原因，例如皮膚上的elafin。慢毞的移植物對抗宿主疾病也會攻擊上述器官，不過其長期的影響也會破壞结缔组织及外分泌腺。
陰道的黏膜受損也可能會造成劇痛、疤痕，以及急性或慢性的GvHD，可能會因此導致無法進行性行為。

### 急性移植物對抗宿主疾病（aGvHD）
此疾病的急性形式（aGvHD）通常在移植後的前 10 至 100 天內觀察到 ，其發病率和死亡率是移植的主要挑戰。大約三分之一到二分之一的同種異體移植受者會出現急性移植物對抗宿主疾病。
最初的症狀通常是手掌和腳底皮膚出現皮疹、灼熱感和發紅。可能會蔓延到全身。其他症狀包括噁心、嘔吐、胃痙攣、腹瀉（水樣腹瀉，有時是血性腹瀉）、食慾不振、黃疸、腹痛和體重減輕。
胃腸道急性移植物對抗宿主疾病可導致嚴重腸道發炎、黏膜脫落、嚴重腹瀉、腹痛、噁心和嘔吐。皮膚移植物對抗宿主疾病導致瀰漫性紅色斑丘疹。
急性 GvHD 分期如下：總體分級（含皮膚,肝臟,腸胃道），每個器官單獨分級，從輕微的1級到嚴重的4級。如果 GvHD 很嚴重，需要使用類固醇和其他藥物進行強烈的免疫抑制才能得到控制，患者可能會因免疫抑製而出現嚴重感染，最後導致死亡。